# Polypore aplani
Ganoderma applanatum
Espèce
Ganoderma applanatum, le Polypore aplani ou Ganoderme aplani, est une espèce de champignons (Fungi) basidiomycètes de la famille des Ganodermataceae.

## Caractéristiques
Les Ganodermes sont des champignons pluriannuels très communs, parasites mais aussi saprophytes de faiblesse d’un grand nombre de feuillus, plus rarement des conifères.

## Description du sporophore
Le polypore aplani est un champignon de grande taille pouvant atteindre 5 à 40 cm de large, 10 à 60 cm de long sur 3 à 30 cm d’épaisseur, ayant la forme d’une console semi-circulaire de couleur blanche, se recouvrant peu après d’une croûte lisse et bosselée de couleur beige à brun mat avec une bordure blanche.  Cette croûte peut elle-même être recouverte d’une couche de 1 mm d’épaisseur constituée de plusieurs milliards de spores rouges.
Il a une chair brun cannelle à brun foncé, glabre et dure, d'odeur fongique et de saveur amère.
Il pousse toute l’année (vivace) surtout sur les troncs de feuillus (hêtre) qu’il parasite dangereusement et fait lentement périr.

## Habitat
Il se développe principalement sur des feuillus, rarement sur des pins.

## Utilisation
C'est un champignon non comestible. Il est utilisé pour ses grandes propriétés médicinales principalement en extraits par décoction et tincture. 
Une étude polonaise de 2016 a trouvé que parmi les champignons lignivores (croissant sur les arbres) près de grandes routes, ce champignon bioaccumulait le plus des 5 éléments suivants : Au, B, Ba, Sb, et Sr).